# Чорнобильський Йосип Ілліч

## З життєпису
З 1945 року по 1972 роки кафедрою машин та апаратів хімічних і нафтопереробних виробництв керував відомий учений в області машин і апаратів хімічних виробництв, випускник КПІ 1922 року – д.т.н., професор Йосип Ілліч Чорнобильський, автор понад 200 наукових праць.
На кафедрі сформовано науковий напрям кафедри – вивчення теплообміну в промисловому обладнанні та  створення на основі теоретичних та експериментальних досліджень нових машин та апаратів хімічних виробництв, а саме теплообмінників та випаровувачів, обладнання для переробки полімерів, сушарок та грануляторів, пиловловлюючих пристроїв  і фільтрів.
З 1948 по 1954 р. кафедра МАХП входила в склад механічного факультету (ММФ зараз), а з 1954 р., після приєднання до КПІ Київського технологічного інституту силікатів, кафедра входить до складу відродженого факультету хімічного машинобудування. В післявоєнний час кафедра стала називатись МАХВ– «Машини і апарати хімічних виробництв».